# 스칼라 레지아 (바티칸)

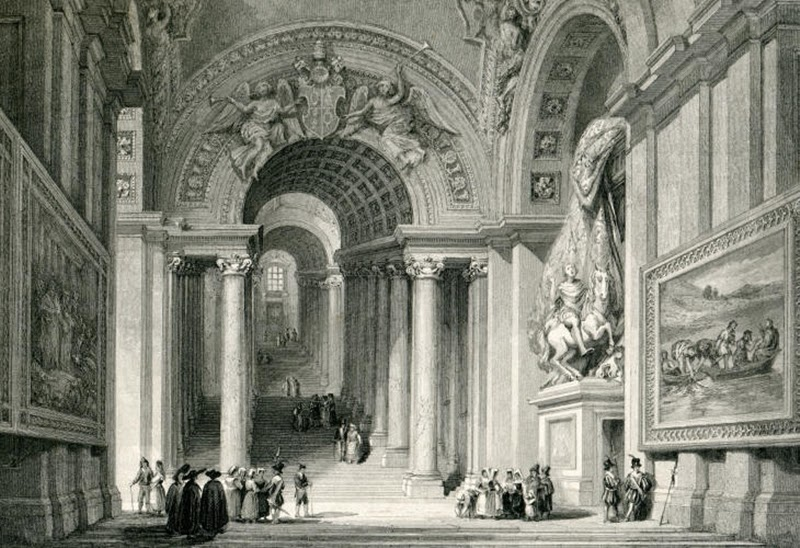
1835년경 바티칸 사도궁 내부 잔 로렌초 베르니니의 스칼라 레지아. E. 챌리스의 판화에 있는 W.L. 레이크의 데생.

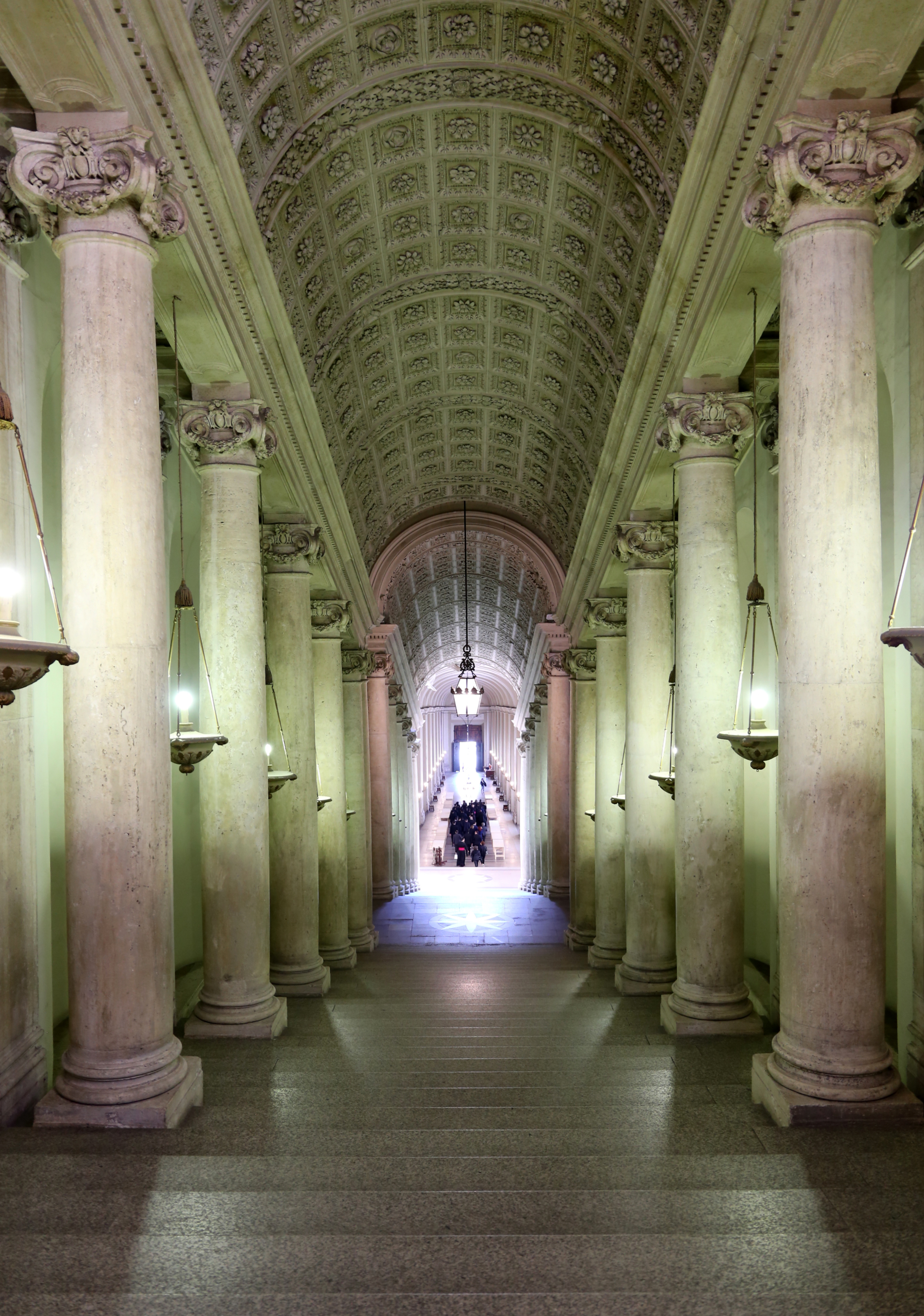
Scala Regia

스칼라 레지아(라틴어: Scala Regia, 왕의 계단)는 바티칸 시국에 있는 일련의 계단으로 바티칸으로 공식적으로 들어가려면 올라가야 하는 한 부분이다. 스칼라 레지아는 바티칸 궁전을 성 베드로 대성전과 연결하려고 16세기 초에 소 안토니오 다 상갈로에 의해 지어졌으며, 1663년부터 1666년에 걸쳐 잔 로렌초 베르니니에 의해 재건되었다.
계단이 있는 장소는 대성전과 궁전 사이의 비교적 폭이 좁고 미끄러져 내려가며, 불규칙적으로 모인 벽들로 이루어져 있다. 베르니니는 이곳을 통해 바티칸에 들어간다는 점을 강조하려고 수많은 전형적인 연출 기법과 세련된 바로크 효과를 사용하였다. 계단 부분은 정확하게 다량의 아치 천장이 있는 열주(列柱)의 형태를 취하고 있다. 따라서 끝 부분에서 멀리 내다보면 폭이 점점 좁아져서 넓이가 넓은 것처럼 과장되게 보인다. 조망의 시작점에 있는 아치 위로 교황 알렉산데르 7세의 문장이 있으며, 문장 좌우 측면에 두 명의 천사상이 있다.
마지막으로 베르니니는 계단의 기반에 로마 황제 콘스탄티누스 1세의 기마상을 놓았다. 이 기마상은 콘스탄티누스 1세가 밀비오 다리 전투를 치르기 전에 테베레 강을 지나 로마 북쪽 삭사 루브라에 다다랐을 즈음에 ‘이 표시로 이기리라(In Hoc Signo Vinces)’라는 라틴어 글귀와 함께 십자가를 본 사건을 기념하기 위하여 만든 것이다. 이 글귀는 콘스탄티누스 기마상과 인접한 스칼라 레지아 바로 위에 있는 창문 밑에 있는 십자가 왼편에 펼쳐진 리본에 새겨져 있다. 황제들과 기타 군주들은 교황에게 문안 인사를 마치고 스칼라 레지아를 내려오면서 글귀와 더불어 창문을 통해 빛이 내리쬐는 것을 보고 콘스탄티누스가 목격한 환시를 떠올리며 십자가를 따르겠다는 맹세를 상기하곤 하였다. 베르니니의 콘스탄티누스상에서 콘스탄티누스는 외경심에 사로잡혀 있고 그가 탄 말은 뒷다리로 서 있다. 이는 콘스탄티누스가 오직 그리스도의 힘을 통해서만 자신이 승리할 수 있다는 것을 깨달은 것을 의미하는 것이다. 이러한 주제는 줄리오 로마노가 그렸으며 ‘콘스탄티누스의 방’에 있는 프레스코 벽화인 밀비오 다리 전투와 같은 바티칸의 삽화와 성 베드로 대성전에 있는 알가르디가 돋을새김한 아틸라와 교황과 같은 대리석 부조에서 종종 되풀이되었다.
나중에 교황 클레멘스 9세는 콘스탄티누스 기마상의 짝으로서 성 베드로 대성전의 주랑 현관에 샤를마뉴 조각상을 세웠다.